# Ројал (Ајова)
Ројал (енгл. Royal) град је у америчкој савезној држави Ајова. По попису становништва из 2010. у њему је живело 446 становника.

## Демографија
Према попису становништва из 2010. у граду је живело 446 становника, што је -33 (-6.9%) становника више него 2000. године.
| Група             | 2000.       | 2010.       |
| Белци             | 473 (98,7%) | 423 (94,8%) |
| Афроамериканци    | 0 (0,0%)    | 1 (0,2%)    |
| Азијати           | 0 (0,0%)    | 0 (0,0%)    |
| Хиспаноамериканци | 4 (0,8%)    | 12 (2,7%)   |
| Укупно            | 479         | 446         |